# Вейдекоп, Пит
Питер «Пит» Вейдекоп (в литературе употреблялась неверная транскрипция Вийдекоп) (нидерл. Piet Wijdekop; 13 сентября 1912 года, Амстердам — 1 сентября 1982 года, Хемскерк) — голландский каноист. Принимал участие в соревнованиях по гребле на байдарках и каноэ в конце 1930-х годов. Участник Олимпийских игр 1936 в Берлине.

## Спортивные достижения
Пит Вейдекоп завоевал бронзовую медаль в дисциплине К-2, раскладная, на дистанции 10 000 метров на летних Олимпийских играх 1936 в Берлине. На соревнованиях он выступал с младшим братом Кесом.
Братья Вейдекоп родились в Амстердаме, где они были членами каноэ-клуба De Plassers.
В честь заслуг братьев Вейдекоп в Голландии ежегодно проводился международный марафон по гребле на каноэ вверх и вниз по течению реки между Амстердамом и Пюрмеренд. Марафон проводился до 2008 года и носил название Gebroeders Wijdekop Race.